# 榕叶树参
榕叶树参（学名：Dendropanax ficifolius）是五加科树参属的植物，是中国的特有植物。分布于中国大陆的云南等地，生长于海拔1,100米至1,500米的地区，多生长在混交林下，目前尚未由人工引种栽培。